# ナヘラの戦い
ナヘラの戦い（ナヘラのたたかい、英語: Battle of Nájera）は、 1367年4月3日にカスティーリャ王国ラ・リオハ地方のナヘラで起こった、カスティーリャ王ペドロ1世（残酷王）とトラスタマラ伯エンリケ（後のカスティーリャ王エンリケ2世、恩寵王）の間の、カスティーリャ軍同士の戦いである。イングランド王国のエドワード黒太子と共に戦ったペドロ1世がフランス人傭兵の支援を受けたエンリケを破ったが、この勝利は逆にペドロ1世を破滅的な結末に導くことになる。第一次カスティーリャ継承戦争における最初の大規模な戦いであると共に、両軍に英仏はじめ各勢力が加担したため、百年戦争の一環としてもとらえられている。

## 背景

### カスティーリャ継承戦争

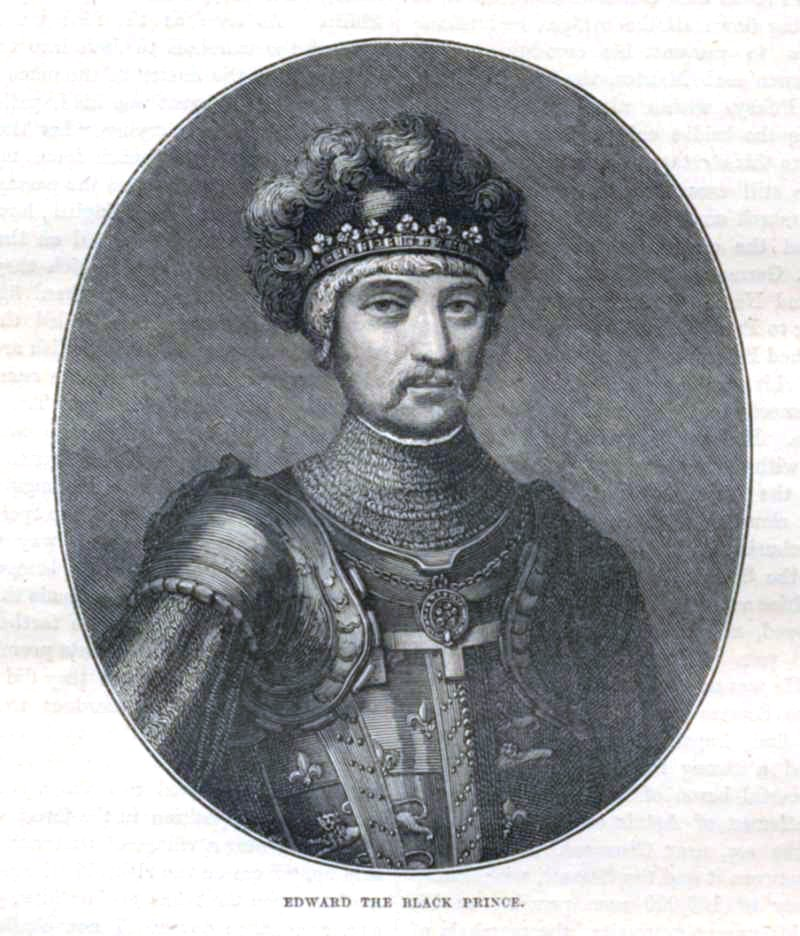
エドワード黒太子

1350年、ペドロ1世がカスティーリャ王に即位すると、異母兄で庶子のトラスタマラ伯エンリケはたびたびペドロと争い、1360年にはフランスに亡命した。ペドロは王権強化策をとり弾圧された貴族たちの間で不満が高まったため、エンリケは国外から反乱を煽動した。フランス王国、ローマ教皇庁、アラゴン王国の支援を取り付けたエンリケは1366年、ペドロを廃位して即位を宣言した。ペドロはイングランドが支配するフランス南部のアキテーヌに逃げ、ボルドーの宮廷でエドワード黒太子に助けを求めた（第一次カスティーリャ継承戦争）。

### 百年戦争
こうして始まったカスティーリャ継承戦争に先立ち、イングランド王国とフランス王国の間では1337年から百年戦争が続いていた。フランス軍はクレシー、ポワティエで大敗を喫するなど、戦況はイングランド優位に進んでいた。1360年にブレティニー仮和平条約が結ばれ、アキテーヌ、カレーなどのイングランドへの割譲などが決まった。イングランドの捕虜となったジャン2世の後を継いで即位したフランス王シャルル5世はこれまでの戦略を転換し、外交努力でフランスに有利な情勢に持って行こうとカスティーリャ王国接近を図った。

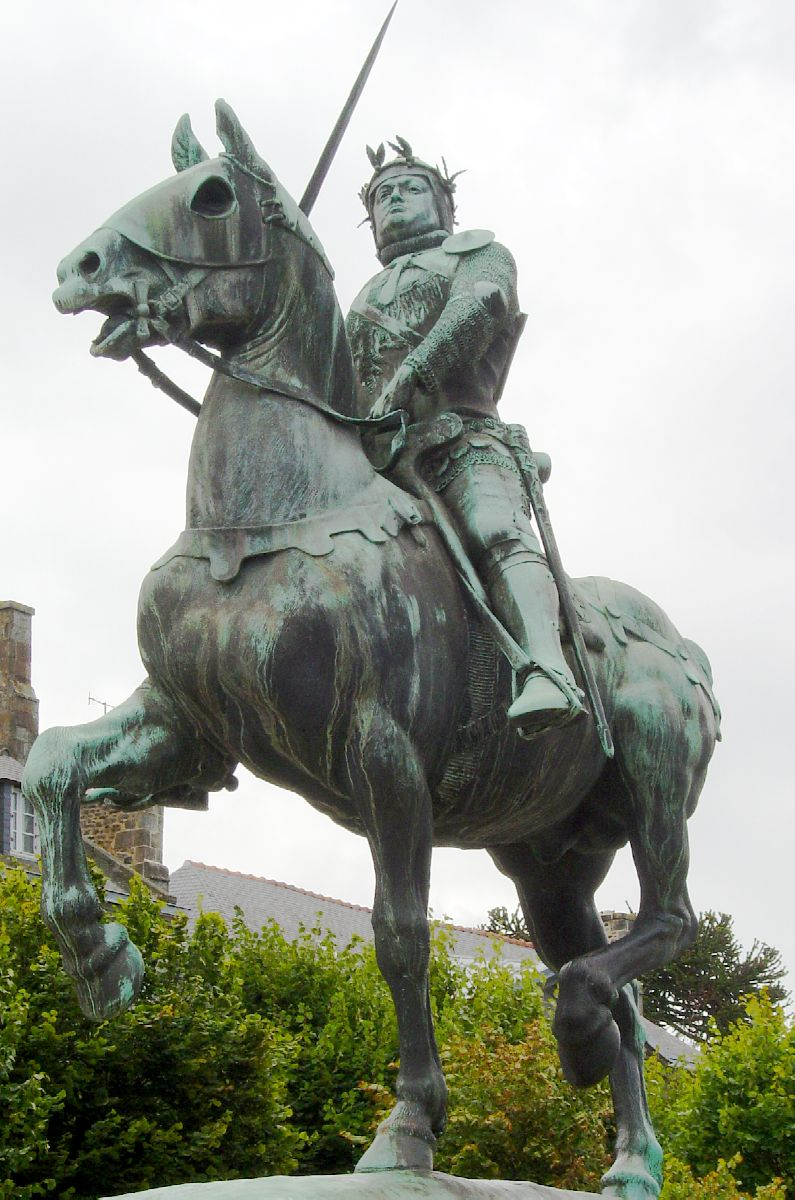
郷里ディナン市にあるベルトラン・デュ・ゲクランの銅像

フランス国内では百年戦争の戦闘に従事していたフリーカンパニー（傭兵団）が和平によって職を失い盗賊化して略奪を働き、問題となった。シャルル5世は教皇ウルバヌス5世の協力を得て、イベリア半島南端にあるムーア人のグラナダ王国を討伐する十字軍という名目で、傭兵たちを体よく追い払い、エンリケ陣営に送り込んだ。傭兵団を率いたのは「鎧を着た豚」の異名を持つフランス軍人ベルトラン・デュ・ゲクラン。また、カスティーリャの貴族や騎士修道会、ペドロと対立していたアラゴン王国の貴族たちも参加した。
ペドロから助けを求められたイングランド王国は、カスティーリャの富の略奪を餌に大傭兵団を募った。エドワード黒太子の下にはガスコーニュ、イングランドの貴族らや、当時のヨーロッパで最も名の知られた傭兵隊長たちが参集した。傭兵らの出自は様々で、フランスやイングランド、ネーデルラント、ドイツなど、ヨーロッパ中から集まった。戦力の合計は8,000〜10,000で、黒太子の弟のランカスター公ジョン・オブ・ゴーント麾下のイングランド長弓兵400人やマヨルカ王国軍も参加していた。

## 開戦まで

### カスティーリャ侵攻
1366年8月、 バスク地方のバイヨンヌで合流したペドロと黒太子はナバラ王カルロス2世と会談し、カスティーリャ侵攻の際の条件について話し合った。カルロス2世はペドロからたっぷりと報酬を受け取り、イングランド軍のナバラ通過を許可した。なりふり構っていられないペドロはナバラ王への支払いのほかに、黒太子が募った傭兵への報酬の支払いや、カスティーリャの領土割譲さえも約束した。
一方のエンリケは、ペドロを追放したまではよかったが、挙兵のため集めた傭兵の報酬があまりに高額だったため、やむなく兵を解散してしまっていた。エンリケ陣営を離れた傭兵はカスティーリャを荒らし回ったり、敵方のペドロの軍に加わったりした。1367年2月、イングランド軍がピレネー山脈を越えてカスティーリャに侵攻すると、エンリケは集められるだけの兵を集め、ベルトラン・デュ・ゲクランをサラゴサからカスティーリャに呼び戻した。ゲクランが率いる1,000人足らずの装甲兵士とアラゴン貴族らがエンリケの陣に加わったが、兵力の大部分はアラゴンを防衛のために残さざるを得なかった。エンリケ軍の兵力は、フランス人傭兵1,000人を含む4,500人だった。

### 前哨戦
3月になると、重装歩兵と重騎兵で名高い黒太子のイングランド軍に対し、軽装で機動力に優れるエンリケのカスティーリャ軍はゲリラ戦術を駆使して戦果を挙げていた。エンリケ自身がフランスで傭兵隊長としてイングランド軍と戦った経験があり、重武装の敵に対して最も効果的な戦い方を心得ていた。重装備の騎兵が主流の中世ヨーロッパにおいて、軽騎兵は時代遅れだったが、ムーア人との小競り合いが絶えないイベリア半島ではこの軽騎兵はヒネーテ（Jinete）と呼ばれ、伝統的かつ極めて有効な兵種だった。
ビトリア＝ガステイス近郊で起きた「イングランド人の山の戦い」と呼ばれる前哨戦では、ヒネーテから成るエンリケのカスティーリャ軍が黒太子軍を破り、有名な傭兵隊長が何人も戦死したり捕虜になったりした。百年戦争で不敗を誇っていた黒太子軍にとっては初めての敗戦であり、士気の低下を懸念した黒太子は軍をカスティーリャ王国の首都ブルゴスに向けた。
ただ、政治情勢は異なっていた。イングランド軍との直接対決を避けるエンリケの戦略はカスティーリャ貴族の目には弱腰に映り、ペドロ陣営に加わる勢力が日増しに増えていた。ここに至りエンリケは会戦を決意し、ナヘリリャ川の防衛線を越えてナヘラの東岸に布陣した。ヨーロッパ最強の傭兵を集めた数に勝るイングランド軍と、川を背に平野で対峙することにゲクランと野戦指揮官たちは反対したが、聞き入れられなかった。

## 戦闘

### 布陣
エンリケ率いるカスティーリャ・フランス軍は、イングランド軍がナバレテから西進してくると想定し、ナヘリリャ川を背に東向きに布陣していた。しかし、イングランド軍はナバレテから北方を迂回して、夜明けと共に北東から現れた。 カスティーリャ・フランス軍は、最前線にゲクラン率いるフランス装甲兵士と石弓兵の精鋭部隊、中軍はエンリケ自らが率いるカスティーリャ重騎兵で両翼に軽騎兵（ヒネーテ）を配置し、後衛に歩兵が控えた。対するイングランド軍の先鋒はランカスター公とチャンドスが率いる歩兵と長弓兵、中央に黒太子とペドロが率いる歩兵と長弓兵、後衛にアルマニャック伯ジャン1世とマヨルカ王ジャウメ4世率いる歩兵と長弓兵が配置された。また、両翼には装甲兵士と長弓兵からなる部隊が並んだ。布陣が終わると、黒太子は全軍に下馬を命じた。

### 激戦
ゲクランは予想外の方角から現れた敵軍に対峙するために陣形を変更した。ゲクラン麾下の精鋭はこれに対応できたが、後続部隊には混乱が生じた。恐慌状態に陥ったカスティーリャ騎兵や歩兵の一部が戦線を離脱し始めたため、ゲクランはこれ以上の戦列崩壊を防ぐために防御陣形を捨ててイングランド軍先鋒へ襲いかかった。 両軍は槍を捨てて剣や戦斧、ダガー（短剣）を振るっての白兵戦に突入した。 イングランド軍両翼のガスコーニュ装甲兵はゲクランの部隊を包囲する動きを見せ、これを阻止しようとしたカスティーリャ軽騎兵（ヒネーテ）はイングランドとウェールズの長弓兵の猛烈な射撃で粉砕された。
カスティーリャ重騎兵を率いるエンリケはゲクランを助けようとガスコーニュ兵に何度も突撃を試みたが、騎兵の馬が長弓で打ち倒されて近づくことさえできなかった。カスティーリャ騎兵にとって下馬することは屈辱とされていたため、彼らは馬から降りようとせず、歩兵戦という選択肢は無かった。 イングランド軍両翼のガスコーニュ兵はカスティーリャ軽騎兵を追い払うと、ゲクランを両側から包囲した。黒太子直属の兵も前進してきたので、フランス軍先鋒は孤立し損耗した。
敗色が濃厚になるとカスティーリャの騎兵は戦場から逃げ去ったが、歩兵は背後の川にかかる狭い橋しか逃げ道がなかった。 エンリケの叱咤を無視して橋や川に殺到した歩兵たちに、イングランド軍後衛のアルマニャック伯とマヨルカ王の騎兵が襲いかかった。多くが討ち取られ、川で溺れ死んだ。ゲクランは捕虜となり、エンリケは戦場から離脱したが、兵の大半を失った。黒太子の軍はナヘラの町で敗残兵を掃討し、町を略奪して住民の大半を殺害した。

## 戦後
エンリケが逃げたことを知った黒太子は、ガスコーニュ訛りで「Non ay res fait（それでは何にもならないではないか）」と言ったという。軽微な損害で敵に大打撃を与えたにもかかわらず、エンリケを取り逃がしたことはペドロや黒太子にとっては致命的なミスとなった。エンリケはピレネー山脈を越えてフランスに逃れ、ペドロに対して戦いを継続した。エンリケ陣営ではナヘラの戦いで捕虜となった貴族や装甲兵士たちが、身代金を支払って戦列に復帰した。ゲクランもシャルル5世が立て替えた莫大な身代金を支払い、戦列復帰した。一方、ペドロ陣営では黒太子や兵士が赤痢に罹患し、ボルドーまで後退した。
ペドロが黒太子との約束を守らず、傭兵への莫大な報酬を支払わなかったため、ペドロと黒太子の関係は破綻し、カスティーリャ王国とイングランド王国の関係も悪化した。これにより、ペドロはイングランドの支援を求めることができなくなり、黒太子も経済的・政治的に大打撃を被った。黒太子は軍をアキテーヌ領に引き上げた。これを境に黒太子の輝かしい戦績は陰をひそめ、1376年に病死した。
ペドロは国際的に孤立していき、1369年のモンティエルの戦いでエンリケに敗れて殺害された。